# أبو القمر
أَبُو القَمَر، من بني غانية، المعروف أيضًا باسم أبي القمر بن عزون، كان مَلِكًا أندلسيًّا بمدينة شريش (الأندلس، إسبانيا) خلال فترة ملوك الطوائف الثانية. وهو آخر ملك طائفة شريش قبل دخول الموحدين إلى شبه الجزيرة الأيبيرية.